# Julius Jordan (Politiker, 1808)
Julius Jordan (* 10. März 1808 in Göttingen; † 9. Mai 1886 ebenda) war ein deutscher Verwaltungsjurist im Königreich Hannover. Er war Mitglied des Reichstags des Norddeutschen Bundes und des Zollparlaments.

## Leben
Julius Jordan besuchte das Königliche Gymnasium Wetzlar und das Herzogliche Gymnasium Holzminden. Nach dem Abitur studierte von Ostern 1827 bis Michaelis 1830 Rechtswissenschaft an der Georg-August-Universität Göttingen. 1827 wurde er Senior des Corps Hannovera Göttingen.
Er trat 1831 in den Staatsdienst des Königreichs Hannover und war bis 1852 Amtsassessor beim Amt Göttingen. 1852 wurde er Amtmann des Amtes Scharzfels, 1860 für das Amt Dannenberg und 1864 für das Amt Reinhausen. Er ging nach der Annexion des Königreichs Hannover durch Preußen 1867 in Pension und lebte als Privatier in Frankfurt am Main.
Von 1868 bis 1871 war Jordan Mitglied des Reichstags des Norddeutschen Bundes für den Wahlkreis Hannover 12 (Göttingen, Duderstadt, Münden) und die Bundesstaatlich-Konstitutionelle Vereinigung. In dieser Eigenschaft gehörte er ab 1868 auch dem Zollparlament an.